# Madonna (Burkardroth, Obere Marktstraße 5)

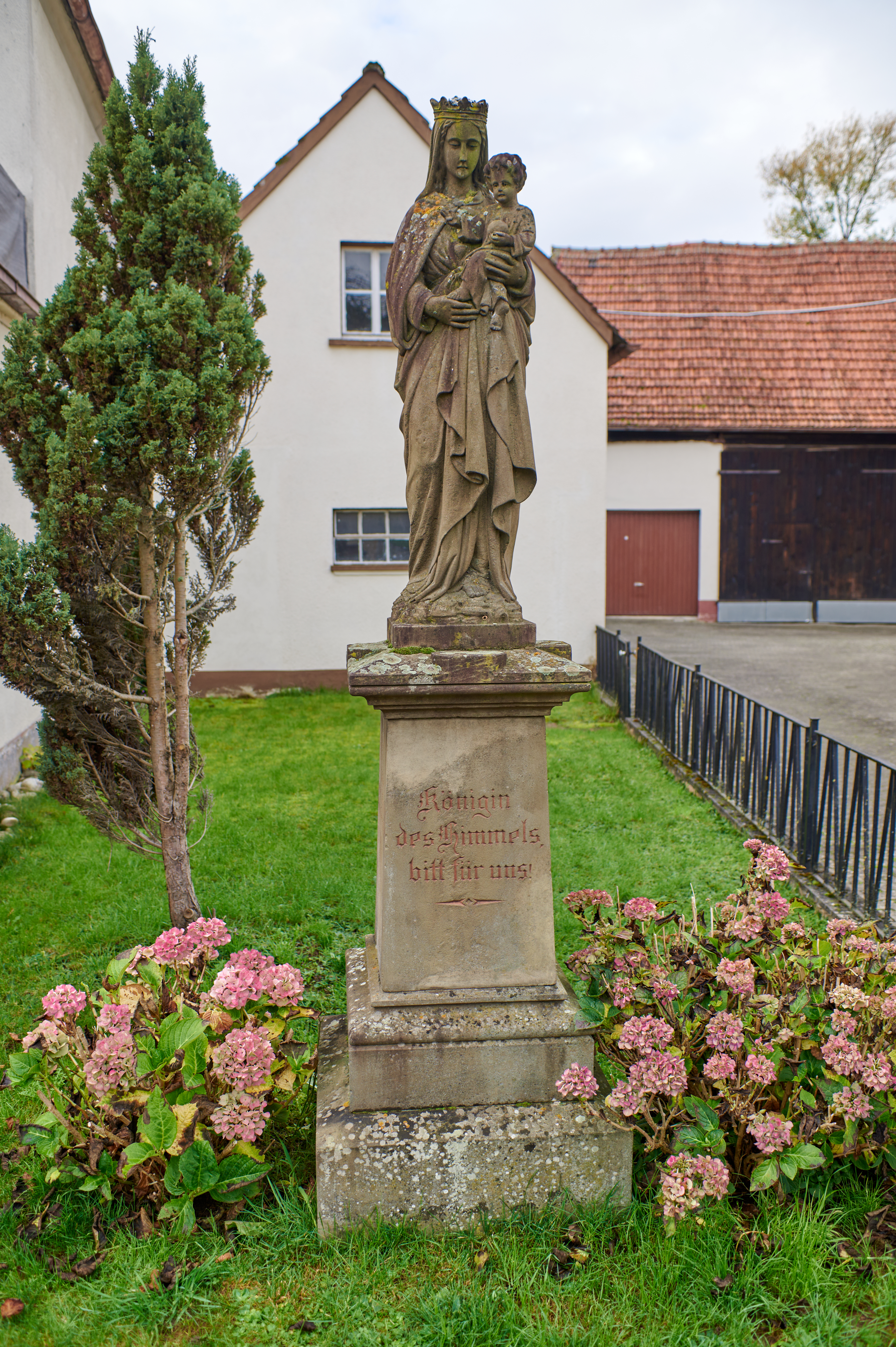
Madonnenfigur

Die Madonnenfigur in Burkardroth befindet sich in der Oberen Marktstraße 5 im Markt Burkardroth im unterfränkischen Landkreis Bad Kissingen. Sie gehört zu den Bad Kissinger Baudenkmälern und ist unter der Nummer D-6-72-117-9 in der Bayerischen Denkmalliste registriert.

## Beschreibung
Die Madonnenfigur entstand im Jahr 1896 und besteht aus gelbbraunem Sandstein. Sie wurde von den Geschwistern Anna und Gertrud Wolf gestiftet.
Die Figur ist insgesamt 245 cm hoch und besteht aus einem 127 cm geschachtelten Sockel und einer 118 cm hohen Marienplastik. Die 20 cm hohe Sockelbasis hat die Maße 70,5 cm × 70,5 cm. Die 15 cm hohe Treppe hat die Maße 55 cm × 55 cm. Das 62 hohe Prisma hat unten die Abmessungen 40 cm × 40 cm und verjüngt sich oben auf 35 cm × 35 cm. Dann folgt eine vorkragende, profilierte, 15 cm hohe Abschlussplatte mit den Abmessungen 52 cm × 50 cm und vier kleinen Stellflächen.
Der Sockel trägt in Frakturschrift folgende Inschrift:

„Königin

des Himmels

bitt für uns!“